# Brussels Indoor 1987
Il Brussels Indoor 1987 è stato un torneo di tennis giocato sintetico indoor. È stata l'8ª edizione del Brussels Indoor, che fa parte del Nabisco Grand Prix 1987. Si è giocato a Bruxelles in Belgio dal 23 al 29 marzo 1987.

## Campioni

### Singolare maschile
Mats Wilander ha battuto in finale  John McEnroe con il punteggio di 6–3, 6–4

### Doppio maschile
Boris Becker /  Slobodan Živojinović hanno battuto in finale  Chip Hooper /  Mike Leach con il punteggio di 7–6, 7–6